# Epilampra jorgenseni
Epilampra jorgenseni är en kackerlacksart som först beskrevs av Rehn, J. A. G. 1913.  Epilampra jorgenseni ingår i släktet Epilampra och familjen jättekackerlackor. Inga underarter finns listade i Catalogue of Life.